# Riccardo Magnani
Riccardo Magnani (Lecco, 1963) va ser un divulgador científic, periodista, escriptor i conferenciant italià.
Magnani és un historiador de l'art italià especialitzat en Leonardo da Vinci.
Magnani és llicenciat en Economia i Comerç per la prestigiosa Universitat L. Bocconi de Milà.
Magnani es dedica a l'estudi i la difusió de Leonardo da Vinci, el Renaixement i la cartografia relacionada amb els primers viatges a Amèrica, la redacció de llibres i conferències a diversos països. És considerat un dels experts més importants del món sobre Leonardo da Vinci i autor de nombrosos descobriments i estudis científics d'importància internacional.

## Obres
- Riccardo Magnani. La missione segreta di Leonardo da Vinci da Alessandria d'Egitto a Teglio, Milano, Io Sono Edizioni, 2014. ISBN 8896863120
- Riccardo Magnani. Stefano Sani. Ceci n'est pas Leonardo: Quello che non vi dicono su Leonardo da Vinci e il Rinascimento, 2020. ISBN 979-8639671357
- Riccardo Magnani. This is not Leonardo da Vinci: The untold history of Leonardo and the Renaissance, 2020. ISBN 0645067512
- Riccardo Magnani. Il viaggio fantasma del giovane Leonardo da Vinci, 2012. ISBN 8890781645
- Riccardo Magnani. Come apparirai piccolo in cielo a chi non sa volare, 2012. ISBN 9788890781629